# Formica sepulta
Formica sepulta é uma espécie de formiga do gênero Formica, pertencente à subfamília Formicinae.